# Unione Sportiva Cavese G.Berta 1940-1941
Questa voce raccoglie le informazioni riguardanti l'Unione Sportiva Cavese G.Berta nelle competizioni ufficiali della stagione 1940-1941.

## Rosa
| N. |                   | Ruolo | Calciatore         |
| -- | ----------------- | ----- | ------------------ |
|    | Italia (bandiera) | P     | Vittorio Alfieri   |
|    | Italia (bandiera) | C     | Alberto Argentieri |
|    | Italia (bandiera) | C     | Alfio Argentieri   |
|    | Italia (bandiera) | A     | Luigi Bisotti      |
|    | Italia (bandiera) | C     | Vittorio Casillo   |
|    | Italia (bandiera) | C     | Renato Cipriani    |
|    | Italia (bandiera) | A     | Mario D'Alia       |
|    | Italia (bandiera) | A     | Michele D'Amato    |

| N. |                   | Ruolo | Calciatore       |
| -- | ----------------- | ----- | ---------------- |
|    | Italia (bandiera) | C     | Emilio Di Maio   |
|    | Italia (bandiera) | A     | Eraldo Gavazzi   |
|    | Italia (bandiera) | D     | Mario Grassi     |
|    | Italia (bandiera) | P     | Pietro Massa     |
|    | Italia (bandiera) | D     | Gennaro Rescigno |
|    | Italia (bandiera) | A     | Giuseppe Soddu   |
|    | Italia (bandiera) | C     | Luigi Vetrò      |
|    | Italia (bandiera) | D     | Osvaldo Vitrone  |